# Riu Aqueloos
|  | Per a altres significats, vegeu «Aqueloos». |

El riu Aqueloos (en grec: Αχελώος; grec antic: Ἀχελῷος, llatí: Achelous) és un riu de Grècia que neix a les muntanyes del Pindos, a la regió de l'Epir i desemboca a la mar Jònica, fent frontera entre Etòlia i Acarnània. A l'edat mitjana i fins al segle xix fou anomenat Aspropótamos (grec: Ασπροπόταμος), que significa 'riu blanc', en referència al color de les seves aigües.
A l'antiguitat, marcava el límit entre Acarnània i Etòlia, però en temps de Tucídides, el territori d'Eníades, ciutat d'Acarnània situada a la desembocadura, s'estenia més enllà del riu. Habitualment era considerat part d'Etòlia, però ocasionalment també d'Acarnània. A la part baixa del seu curs, la plana per la qual discorre era celebrada per la seva fertilitat, però estava coberta en gran part de pantans, que es van formar pels desbordaments de l'Aqueloos.
L'any 1359, la batalla d'Aqueloos entre les forces albaneses sota el comandament de Peter Losha i el Despotat d'Epir sota el comandament de Nicèfor II Orsini va tenir lloc prop del riu Aqueloos. Nicèfor II va ser derrotat i assassinat durant la batalla, i es van establir dos nous estats a la zona, el Despotat d'Arta i el Despotat d'Angelokastron i Lepant.

## Mitologia
Segons la mitologia grega, Aqueloos era un déu fluvial, fill d'Ocèan i Tetis. Homer, que l'anomena Κρείων Ἀχελώϊος ('sobirà' o 'déu Aqueloos'), el considera el més important de tots els déus fluvials. Aquest déu representava l'aigua potable i tenia el poder de posseir diverses formes, entre les quals la de serp i la de brau. Hom li atribueix diferents amors: amb Melpòmene, amb qui hauria tingut les sirenes, i amb les muses. És molt conegut l'episodi de la seva lluita contra Hèracles per aconseguir a la princesa nimfa Deianira, i durant el combat va adoptar formes diverses. La darrera va ser la d'un brau, però l'heroi li va arrencar una banya i el riu es va considerar vençut (altres versions diuen que l'heroi va canviar el curs del riu amb dics artificials). La banya arrencada la van utilitzar les nimfes com a cornucòpia o, segons una altra versió, Aqueloos va donar a Hèracles una banya d'Amaltea, la veritable cornucòpia, per recuperar la seva.